# Acid Folk Alleanza
Gli Acid Folk Alleanza o AFA sono un gruppo musicale italiano in attività dal 1993, nati dopo lo scioglimento del gruppo En Manque D’Autre.

## Storia degli AFA

### 1984-1990: Gli En Manque D'Autre
Gli Acid Folk Alleanza furono la reincarnazione del precedente progetto chiamato En Manque D'Autre, fondato nell'autunno del 1984 come band di ispirazione darkwave che pubblicò quattro album ed un singolo.
Il primo EP si intitola I Nuovi Arricchiti; venne autoprodotto su marchio FVL in cinquecento copie e distribuito dalla torinese Toast Records. Nonostante gli influssi ancora molto presenti della darkwave e del post-punk, nel volantino di presentazione del disco appare già chiaro il progetto politico del gruppo, che prende pasolinianamente atto della fine delle civiltà rurali sovrastate dalla cultura di massa del post anni '60, tentandone il recupero e la rielaborazione. Fu proprio a causa di questa riscoperta della cultura folclorica che le sonorità della band si sono evolute progressivamente, nei loro successivi Cianciulli!! (EMDA, 1988) e Noi siamo i tecnovillani (EMDA, 1989), verso una piena consapevolezza di questo recupero popolare in quel Folk Acido coprodotto nel 1990 da EMDA, Hax (etichetta di membri dei DsorDNE e della futura Snowdonia Dischi). Successivamente, nello stesso anno, uscì Comandante Straker, nella cui copertina compariva per la prima volta la sigla AFA.
Molte le compilazioni alle quali partecipò il gruppo in questi anni; tra queste Tendencies Tape (1987, Stella Mars Product), Deux Lapins (1988) della francese Underground Productions, Tempesta Magnetica (1988, Gregorsamsa), Sezione Aurea (1988, Gregorsamsa), Chiaro Scuri della napoletana Energeia ed infine Punto Zero Numero 1, prodotta e curata da Giulio Tedeschi della Toast.

### 1990-1999: Acid Folk Alleanza
(Intervista agli A.F.A. riportata nel Dizionario dei Nomi Rock, Arcana editore 1998)
Se il termine "Folk Acido" era entrato ormai nel linguaggio degli En Manque D'Autre, di li a poco, la band decise di adottare questo nome e trasformarsi negli Acid Folk Alleanza. Il primo album degli Acid Folk Alleanza fu appunto l'album omonimo uscito per la Sugar Music nel 1993, ma fu l'incontro con il Consorzio Produttori Indipendenti che li inserì totalmente in un nuovo circuito musicale con l'album Fumana Mandala, a cui seguì un lungo sodalizio con questa etichetta che durò per tre album intitolati Nomade Psichico (1996), Manipolazioni (Progetto Audioalchemico) (1997) ed Armonico (1999).

## Formazione
- Massimo Superchi (batteria)
- Robert Fontanesi, "Fiorello" (basso)
- Roberto Marchi (tromba)
- Giancarlo Marchi (chitarra)
- Attilio Gorni (trombone)
- Fabrizio "Taver" Tavernelli (voce)

## Discografia

### Album di studio
- 1993 Acid Folk Alleanza (Sugar)
- 1994 Fumana Mandala (Dischi del Mulo/C.P.I/Phonogram)
- 1996 Nomade psichico (Dischi del Mulo/C.P.I/Mercury Records)
- 1999 Armonico  (Dischi del Mulo/C.P.I/Polygram)

### Raccolte
- 1997 Manipolazioni - "Progetto Audioalchemico" - (Dischi del Mulo/C.P.I/Mercury Records)

### Compilazioni
- 1995 Materiale resistente (C.P.I/il manifesto/Mercury Records): "Con la guerriglia"
- 1997 Blackout/Libera la Musica (Black Out/Polygram): "Fossili"
- 1998 Help (Polydor): "Nomade Psichico"
- 1999 Tre 1994-'95-'96 Audiolabile vol.1  (Dischi del Mulo/C.P.I/Polygram): "Moderno Primitivo" e "Fossili"

### Singoli
- 1996 Fossili (Dischi del Mulo/C.P.I/Polygram)
- 1996 Mondariso (Dischi del Mulo/C.P.I/Polygram) insieme al Coro delle Mondine di Correggio
- 1999 Onda Armonica (Dischi del Mulo/C.P.I/Polygram)